# (2768) Gorky
(2768) Gorky es un asteroide perteneciente al cinturón de asteroides descubierto por Liudmila Vasílievna Zhuravliova desde el Observatorio Astrofísico de Crimea, en Naúchni, el 6 de septiembre de 1972.

## Designación y nombre
Gorky recibió inicialmente la designación de 1972 RX3.
Posteriormente, en 1984, se nombró en honor del escritor y político ruso Máximo Gorki (1868-1936).

## Características orbitales
Gorky orbita a una distancia media de 2,234 ua del Sol, pudiendo acercarse hasta 1,851 ua y alejarse hasta 2,617 ua. Tiene una excentricidad de 0,1715 y una inclinación orbital de 6,277 grados. Emplea en completar una órbita alrededor del Sol 1219 días.

## Características físicas
La magnitud absoluta de Gorky es 12,2 y el periodo de rotación de 4,507 horas.